# Distrito de Sivasagar
Sivasagar (en asamés; শিৱসাগৰ জিলা) es un distrito de India en el estado de Assam. Código ISO: IN.AS.SI.
Comprende una superficie de 2 668 km².
El centro administrativo es la ciudad de Sivasagar.

## Demografía
Según censo 2011 contaba con una población total de 1 150 253 habitantes, de los cuales 560 799 eran mujeres y 589 454 varones.